# Luftgau VII
Luftgau VII foi um dos Distritos Aéreos da Luftwaffe, durante a Alemanha Nazi. Formado no dia 4 de Fevereiro de 1938, em Munique, e ficou activo até à capitulação da Alemanha, a 8 de Maio de 1945.

## Comandantes
- Franz Müller-Michels, 4 de Fevereiro de 1938 - 1 de Abril de 1938[1]
- Graf von Sponeck, 1 de Abril de 1938 - 1 de Julho de 1938[1]
- Emil Zenetti, 1 de Julho de 1938 - 9 de Agosto de 1944[1]
- Veit Fischer (interino), 9 de Agosto de 1944 - 12 de Setembro de 1944[1]
- Wolfgang Vorwald, 12.9.44 - 29 de Abril de 1945[1]